# Simmonds Aircraft
Simmonds Aircraft Co.Ltd var en engelsk flygplanstillverkare.
Simmonds Aircraft grundades 1928 av Oliver Simmonds för tillverkning av flygplanet Simmonds Spartan.
Oliver Simmonds byggde sitt Spartan prototypflygplan i sin bostad i Woolston (Southampton), när delarna var klara monterade han flygplanet vid Rolling Mills i Southampton. Att tillverka flygplan i bostaden var inte praktiskt möjligt så Simmonds hyrde en hangar i Hamble, där han inrättade sin produktion. Under den tid han var verksam i den hyrda hangaren tillverkade han runt 50 flygplan. 1930 drabbades företaget av ekonomiska problem och Simmonds ombildade företaget till Spartan Aircraft Co och flyttade verksamheten till Somerton Isle of Wight efter att han fått ekonomiskt stöd av Aircraft Investment Corporation. 
Det nya företaget samarbetade med Saunders-Roe Ltd och verksamheten bestod av tillverkning av Spartan Cruiser, ekonomin var fortfarande ett problem och under 1933 slogs företaget samman med Saunders-Roe, även om företaget juridiskt var verksamt fram till konkursen 1935. 
Simmonds bedrev från 1933 även passagerarflygningar mellan Cowes och Heston under namnet Spartan Air Lines, flygbolaget var verksamt fram till 1936 då det övertogs av British Airways.
Till Sverige importerades en begagnad Simmonds Spartan (SE-ADB) 17 mars 1932 och en begagnad Simmonds Spartan Arow (SE-AFR) 12 april 1937.

## Flygplan producerade av
- Simmonds Spartan
- Simmonds Spartan Arrow
- Simmonds Spartan Three Seater
- Simmonds Spartan Clipper
- Simmonds Spartan Cruiser
- Simmonds Spartan A24 Mailplane